# Marcos Antônio Boiadeiro
Marco Antônio Boiadeiro, właśc. Marco Antônio Ribeiro (ur. 13 czerwca 1965 w Américo de Campos) – brazylijski piłkarz, występujący na pozycji defensywnego pomocnika.

## Kariera klubowa
Karierę piłkarską Boiadeiro zaczął w klubie Botafogo Ribeirão Preto w 1985 roku. W 1986 przeszedł do Guarani FC. W klubie z Campinas grał do 1988 roku. Z Guarani przeszedł do Vasco da Gama, z którym zdobył mistrzostwo Brazylii 1989. W 1991 przeszedł do Cruzeiro EC, w którym grał do 1993 roku. Z klubem z Belo Horizonte zdobył mistrzostwo Stanu Minas Geiras – Campeonato Mineiro w 1993 oraz Puchar Brazylia w 1993 roku. W 1994 roku zaliczył epizod we CR Flamengo, po czym przeszedł do Corinthians Paulista, z którym zdobył mistrzostwo Stanu São Paulo – Campeonato Paulista w 1995 oraz Puchar Brazylia w 1995 roku. Kolejnymi etapami w karierze Boiadeiro Rio Branco Americana, Anápolis FC, América Belo Horizonte. W 1998 przeszedł do Clube Atlético Mineiro, z którym zdobył mistrzostwo Stanu Minas Gerais – Campeonato Mineiro w 1999. Ostatnim etapem jego kariery w Brazylii był União Barbarense Santa Bárbara, gdzie grał zakończył karierę w 2000 roku.

## Kariera reprezentacyjna
W reprezentacji Brazylii Boiadeiro zadebiutował 6 czerwca 1993 w meczu z reprezentacją USA podczas turnieju US Cup. W tym samym miesiącu grał na Copa América 1993, na których Brazylia odpadła w ćwierćfinale z reprezentacją Argentyny, który był jego ostatnim meczem w reprezentacji. Łącznie zagrał w barwach canarinhos 5 meczów.